# Tošč
Tošč (1021 mnv) je hrib in najvišji vrh Polhograjskih Dolomitov.
Preko vrha je speljana Evropska pešpot E-7.

## Dostopi
Na vrh, ki ni razgleden, saj je porasel z drevesi, vodi več označenih poti. 
- iz Božne po Mačkovem grabnu;
- iz Sela nad Polhovim Gradcem;
- iz Katarine pod Grmado in preko Malega Tošča (902 mnv);
- iz Mihelčičevega doma na Govejku preko Velikega Babnika (905 mnv) in Kosmatega hriba (877 mnv).

## Zanimivost o višini
Jugoslovanska ljudska armada je sredi 70. let 20. stoletja za potrebe raketne baze vrh Pasje ravni zravnala. Ta poseg jo je iz najvišjega hriba v Polhograjskem hribovju postavil na drugo mesto. Najvišji vrh je tako v tem hribovju postal Tošč. 